# ExoMars
ExoMars计划（ExoMars、Exobiology on Mars，又译火星生物学）是由欧洲空间局和俄罗斯航天国家集团合作推出的非载人火星探索计划，该计划的主要目标是寻找火星上过去和现存生命的迹象。执行探测火星进行太空生物学和地质学研究的任务，并验证ESA未来火星采样返回任务所需的新型技术。
该计划包含两次发射任务。第一次发射任务被命名为火星生物学2016（ExoMars-2016），于2016年3月14日执行，欧空局与俄罗斯航天局联合研制的火星微量氣體任務衛星与斯基亞帕雷利EDM登陸器搭乘俄罗斯质子号运载火箭成功升空，但后期陆器火星着陆失败。第二次发射任务将会发射两个火星车至火星进行探索，该任务原定2018年执行，但两度延期后改于2022年执行。2022年3月，欧空局宣布受2022年俄羅斯入侵烏克蘭影响，欧方暂停与俄方合作、暂停原定于2022年9月的第二次发射任务。

## 歷史
2001年，欧洲空间局启动了致力于探索火星的曙光女神计划，火星生物学就是该计划的一部分。2002年，欧洲空间局开始就ExoMars计划展开研究讨论，并最终于2005年12月决定正式开展ExoMars计划。该计划的目的是确定火星上是否存在生命，并为21世纪20年代的火星样本取回任务做好技术铺垫。其首次发射任务将采用俄罗斯的联盟号运载火箭于2011年5月至6月发射，科学有效载荷为着陆站和火星车，此次任务代号为ExoMars 2011。
2007年，英国的军工系统与航天系统研发公司Astrium公司选中加拿大航天技术公司麦克唐纳•迪特维利联合有限公司为合作对象，以一億歐元的价格将火星漫遊車底盤的合約設計、製造工作交由麦克唐纳•迪特维利联合有限公司负责。
2008年6月，欧洲空间局发布公告，表示因资金不足，该计划的首次发射时间推迟至2016年。2009年，因发射任务中新增加火星微量氣體任務衛星这一有效载荷，使其重量超过联盟号运载火箭的运载能力，同年7月，欧洲空间局与美国国家航空航天局簽署了联合探测火星倡议，改用运力更强的擎天神5號運載火箭执行发射任务。火星微量氣體任務衛星和火星天体生物学发现-收集者也被纳入到ExoMars的首次发射任务中。
2009年8月，欧洲空间局和俄罗斯航天国家集团簽署了一項合約，该合约为两国在ExoMars计划上的合作打下基础。其中俄罗斯方面参与该计划的主体为福布斯-土壤。具體來說，歐洲航天局獲得俄羅斯的質子運載火箭做為火星探測計畫漫遊車的一個"備用發射器"，其中也包含了一些俄羅斯製造的零件。
2009年12月17日，欧洲空间局正式批准了與NASA合作，并将火星探測計畫列为两个步骤进行完成，并承諾在2016年和2018年執行的計畫預算確定為8億5千萬歐元（12億3千萬美元）。
2011年4月，由於預算危機，提案取消伴隨的火星天体生物学发现-收集者漫遊車，因而在2018年將只有一輛漫遊車與大型飛行器的概念。一項建議是新的漫遊車將在歐洲建造，和攜帶歐洲和美國的儀器。NASA將提供運載火箭將之送往火星，並且提供如同空中吊車著陸系統。儘管建議重新組合，但2018年的任務機會目標大致沒有改變。
2012年2月，美国方面由於詹姆斯·韋伯太空望遠鏡的成本超支，美国国家航空航天局宣布因预算削减，终止参与该项计划，ExoMars计划因此被迫进行了大幅度修改。
2013年1月25日，俄羅斯聯邦航天局支付了火星微量氣體任務衛星第一次飛行的全部科學儀器發展費用。同年3月14日，歐洲航天局宣布与俄罗斯航天国家集团簽署协议，双方将合作开展ExoMars计划。俄羅斯聯邦航天局將提供兩次任務的質子運載火箭和最上一節的Briz-M與發射的服務，以及其它漫遊車在2018年任務進入、下降和著陸模組，在该协议里俄方将承担：。
1. 俄羅斯聯邦航天局將貢獻兩艘質子運載火箭，做為付款的合作夥伴關係。
2. 火星微量氣體任務衛星的有效酬載應包括最初為福布斯－土壤開發的俄羅斯儀器[32][35]。
3. 所有的科學成果必須是歐洲航天局和太空俄羅斯聯邦航天局的智慧財產（即俄羅斯聯邦航天局將獲得完整的研究資料[36]）。

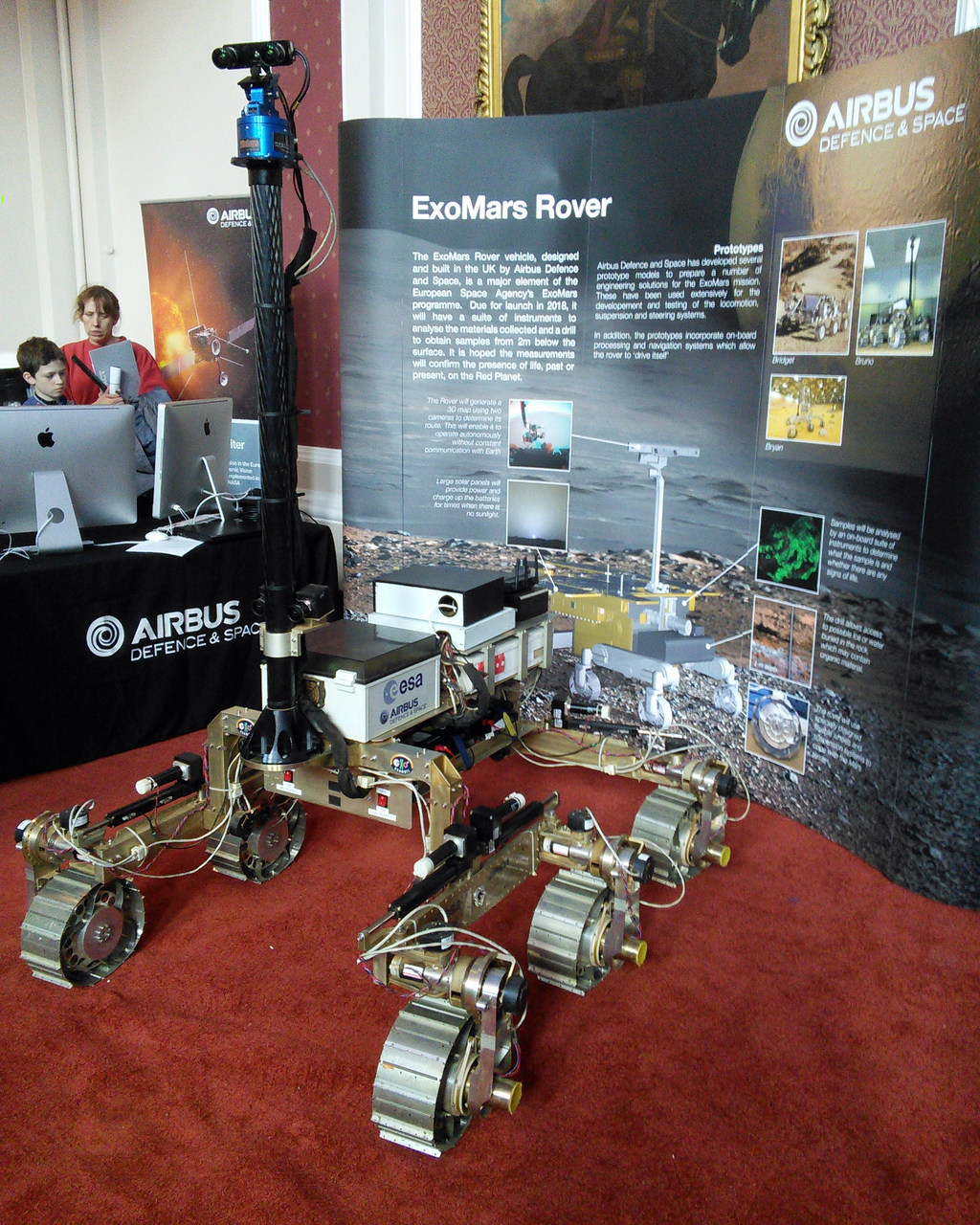
2015年在劍橋科學節展出的火星探測計畫漫遊車的原型。

儘管2016年的階段看起來是安全的，但在2016年1月宣布，當前的財務狀況可能會使2018年的任務要延遲2年。義大利對火星探測計畫的貢獻最大，英國是任務的第二大的金融靠山。俄羅斯的火星探測計畫融資可以由福布斯－土壤損失的保險支付部分，大約是12億盧布（4070萬美金），和重新分配與調整用於Mars-NET和火星探測計畫的資金。
到目前為止，最初歐洲航天局已經挹注火星探測計畫10億歐元（13億美金），但是NASA的撤出和合資企業的重組，隨後可能將添加數億歐元的支出，所以在2012年3月，該機構會員國的行政部門已經指示，看看要如何才可以弭補此一不足。一個可能是歐洲航天局的其他科學活動稍微退讓一下，使火星探測計畫獲得優先。在2012年9月，歐洲航天局宣布它的新成員，波蘭和羅馬尼亞，將貢獻七千万歐元資助火星探測計畫。儘管是在一個相對次要的角色，歐洲航天局並沒有排除NASA重回2018火星探測計畫的可能性 。
截至2014年3月，主導火星探測計畫漫遊車製造的空中巴士防務及航太公司英國分公司，已經開始採購關鍵的零件。2018漫遊車一億歐元（1.38億美金）的資金仍然短少，由加拿大太空局支付的車輪和懸吊系統現在已經開始在加拿大的麦克唐纳•迪特维利联合有限公司製造。
ExoMars-2016发射任务执行前，因2015年質子M型運載火箭發射了100架次，有10次失敗的失败率，質子運載火箭發射的可靠性遭到质疑。

### ExoMars-2016发射任务
2016年3月14日，执行ExoMars-2016发射任务的質子M型運載火箭成功点火升空（從08:30GMT直播），火星微量氣體任務衛星运行状态良好。2016年10月19日，火星微量氣體任務衛星抵达火星轨道，并于10月16日释放了斯基亞帕雷利EDM登陸器。此后，该着陆器着陆时與火星发生高速碰撞，造成登陸計劃失敗。2016年10月21日，美國宇航局發布了一張火星偵察軌道衛星的圖像，顯示了著陸器墜毀地點。

### ExoMars-2022发射任务
2018年与2020年，欧洲空间局两次延期了第二次的发射任务，并最后将发射时间定于2022年，任务代号。2022年3月，欧空局宣布受2022年俄羅斯入侵烏克蘭影响，欧方暂停与俄方合作、暂停原定于2022年9月的第二次发射任务。

## 任務目標
科學的目標依優先順序如下：
- 尋找在過去或現在的火星生命可能的生物標記。
- 確定火星淺層地表下火星的水和地球化學與深度相關的分布狀態。
- 研究表面環境並研判對未來載人火星任務的危害性。
- 探討這顆行星表層和深層的內部，以更好的理解其演化和適居性。
- 逐步實現最終將火星樣本取回的任務。

發展的技術目標是：
- 增加登陸火星的酬載。
- 在火星上利用太陽電力。
- 利用鑽孔機能夠收集地下深度達到2（6.6英尺）的樣品。這個深度的岩石不會受到紫外線、氧化與高能離子分解[59]。
- 開發有地表勘探能力的漫遊車。

## 任務内容
ExoMars包含两次发射任务，代号分别为和，的发射任务现已完成。的发射任务因2022年俄羅斯入侵烏克蘭的爆发，而被欧空局暂停。
| NASA   | 运载火箭：質子M型運載火箭                                          | 發射載具：Atlas V 551                |
| NASA   | 火星微量氣體任務                                                   | 登陸系統：火星科學實驗室的太空吊車   |
| NASA   | 火星微量氣體任務                                                   | 65 kg火星天体生物学发现-收集者探測車 |
| ESARKA | 火星微量氣體任務（TGM）衛星                                        | 270 kg ExoMars                       |
| ESARKA | 600 kg固定式氣候測站                                               | 270 kg ExoMars                       |
| ESARKA | 控制進場、下降和著陸系統（Entry, descent and landing system, EDL） | 270 kg ExoMars                       |

### 

#### 火星微量氣體任務

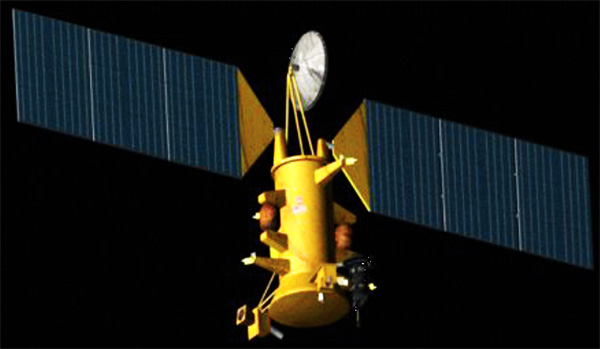
火星微量氣體任務衛星

火星微量氣體任務衛星將搭載1台ExoMars固定式登陸氣象測站，並將繪製出火星甲烷和其他氣體來源地圖，以協助選擇2018年發射的ExoMars火星車登陸地點。火星大氣層出現甲烷激起許多人的興趣，因為這可能是火星至今仍有生物活動或地質活動的證據。火星車於2018/2019年到達後，衛星將改用低軌道，並增加資料傳輸中繼衛星的用途。該衛星也許可以進行延伸任務至2020年代。

2016年3月14日，歐洲太空總署與俄罗斯联邦航天局合作研發的火星微量氣體任務衛星成功發射，該衛星將分析火星大氣層，並將運載斯基亞帕雷利演示登陸器至火星進行登陸。

#### 固定式登陸測站
最初計劃中的固定測站是會使用11個儀器組成的「洪堡酬載」（Humboldt payload）以進行火星內部深處的地球物理調查，但在2009年第1季的復審後被要求向下修正，因此洪堡地球物理組件全數遭到取消。雖然目前和NASA合作並通過新的酬載複審，決定將使用兩座火箭發射所有系統元件；但覆審中決定先發射使用ESA技術的降落與登錄系統技術登陸測站，使酬載量將受到明顯限制。
控制進場、下降和著陸示範模組將使歐洲國家擁有在火星表面降落時進行可控制定向著陸與接地速度的技術。進入火星大氣層之後該模組的杜卜勒雷達高度計和慣性測量單元會使模組展開降落傘和啟動一連串的定向、導航與控制系統以完成登陸。之後該系統將以on-off模式啟動多個推進器控制閥使液壓推進系統進行半軟式的著陸。
該登陸測站被預期將在火星表面以電池的多餘電力使用短時間（約8個火星太陽日）。預定登陸地點是子午線高原，因為當地地形相當平坦，並無許多岩石，是使用氣囊系統進行登陸的理想地點。斯基亞帕雷利EDM登陸器於2016年10月19日登陸火星，但由於登陸器與火星高速碰撞，造成登陸計劃失敗。2016年10月21日，美國宇航局發布了一張火星偵察軌道衛星的圖像，顯示了著陸器墜毀地點。

### ExoMars-2022
目前的計畫建議使用NASA開發的太空吊車控制進場、下降和著陸系統以將2台火星車一起送到火星表面。
如果有2台火星車在火星表面同一地點，將可在科學研究與儀器上進行互補，以減少資源重複。在同一地點操作兩台火星車的優點如後：兩台火星車互相拍攝、類似地質探測目標交叉分析、可能包含火星天体生物学发现-收集者火星車上的低頻透地雷達和接收ExoMars上的WISDOM透地雷達以建立火星車之間地下構造圖、MAX-C也許可以從ExoMars取得和收集最有科學研究價值的地下土壤樣本。

#### 罗莎琳德·富兰克林号火星探测车
羅莎琳·富蘭克林號是一台六輪高自動化的越野車，重量約270公斤，比NASA的精神號和機會號火星探測漫遊者重約100公斤。暫定計劃考慮將重量降低至207公斤。酬載儀器將包含一個10公斤的「巴斯德酬載」（Pasteur Payload）和一個2公斤的鑽孔機。

ExoMars的運送模組將在太空吊車登陸系統能夠以高準確度進行軟著陸後，以雙曲線軌道傳送降落模組到火星。當安全登陸火星表面後，火星車將以太陽能進行為期180個火星太陽日（6個月）的任務。為了解決因為通訊延遲造成的遙控上的困難，EoxMars將使用視覺地形導航的自動控制程式，該系統從安裝在柱子頂端的全景攝影機和紅外線攝影機取得壓縮的立體影像，並有獨立維持功能。該系統可以從一對導航用的立體相機建立數位地讀，並可自動找尋路線。避免近迫碰撞的攝影機系統則是用來確保火星車的安全，可使火星車每日行進約100公尺。在登陸艇被釋放以及登陸火星表面以後，火星微量氣體任務衛星將作為火星車的通訊中繼衛星。

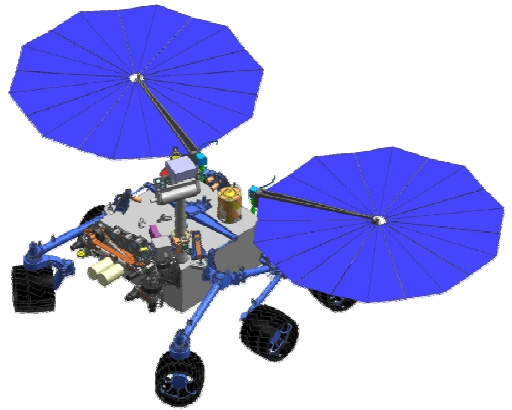
火星天体生物学发现-收集者

#### 火星天体生物学发现-收集者火星探测车
火星天体生物学发现-收集者（又被称为MAX-C火星车）在原计划中将与ExoMars-2022一同發射。若兩台火星車在火星同一個地點探測，可互為補充，組成雙基式雷達（bistatic radar）。MAX-C火星車將收集、分析以及儲存最有研究價值的資料以作為未來將樣本取回地球之用。2022年3月17日，欧洲航天局宣布将无限期暂停与俄罗斯国家航天集团合作的ExoMars火星车任务。

## 外部連結
- ExoMars Main Site（页面存档备份，存于）
- ESA Main site（页面存档备份，存于）
- Raman-LIBS spectrometer for ExoMars[永久] Combined Raman-LIBS spectrometer for ExoMars at TNO
- EADS Astrium ExoMars Rover Vehicle[永久]